# Мікрорайон Західний
Мікрорайон Західний (крим. Ğarbiy mikrorayonı) — мікрорайон Карасубазара (Білогірська).
Розташований на заході міста, східніше мікрорайону Сари-Су, від річки Дерен-Джилга по вулицю Луначарського.